# Malik al-Rahim
Abu-Nasr Khusraw Firuz ibn Abi-Kalijar al-Màlik ar-Rahim (àrab: أبو نصر خسرو فيروز بن أبي كاليجار الملك الرحيم, Abū Naṣr Ḫusraw Fīrūz b. Abī Kālījār al-Malik ar-Raḥīm) (mort en 1058) fou un amir buwàyhida.
Va succeir en el govern el seu pàre Abu-Kalijar, que governava a Khuzestan, Fars, Kerman, Oman i Bàssora (al mateix temps que el seu oncle Jalal-ad-Dawla governava generalment a Bagdad que finalment també va dominar Abu-Kalijar el 1044) quan va morir el 1048. El títol oficial fou amir tot i que sovint s'anomena als sobirans buwàyhides com a sultans. El califa li va donar el títol d'al-Màlik ar-Rahim. Era el gran dels fills d'Abu-Kalijar (almenys 9, potser una dotzena) i alguns d'aquestos li van disputar la successió i especialment Fúlad-Sutun. En els set anys que va governar, al-Màlik ar-Rahim només va tenir plena autoritat a l'Iraq mentre Fúlad-Sutun establia el seu control sobre Fars (a Siraz) i Khuzestan i rebutjava els atacs del seu germà per recuperar el control d'aquesta zona. Aquest conflicte fou nefast pels buwàyhides. Ja el nord de Pèrsia s'havia perdut el 1029 quan Majd-ad-Dawla va cridar als gaznèvides que en lloc d'ajudar-lo el van deposar i van annexionar Rayy, i això va obrir després les portes als seljúcides de Toghril Beg.
El seu govern (1048-1055) fou una època de lluites contínues, on les tropes turques de Bagdad no tenien disciplina i els sunnites i xiïtes lluitaven a la capital, a més de l'existència dels pretendents buwàyhides, de les ambicions dels uqàylides i de l'existència de bandidatge a la regió tant d'àrabs com de kurds. Abu-l-Hàrith al-Bassassirí, un cap militar de l'Iraq, va conquerir al-Anbar a l'uqàylida Kirwash (1050), i Bàssora al germà d'al-Màlik ar-Rahim (1052); va combatre el bandidatge a Bawazij (1054) i va donar suport al mazyàdida Dubays que estava sent atacat a al-Jamian (després al-Hilla) pels Banu Khafaja.
El 1052 Toghril Beg es va instal·lar a Hulwand i tot seguit (1052/1053) les avançades de bandes oghuz es van presentar al Fars saquejant arreu. El 1053 Fúlad-Sutun va llegir la khutba a Siraz amb el nom de Toghril Beg abans del d'al-Màlik ar-Rahim i el seu propi. El 1054 Toghril es va fer amo del Khuzestan. El mateix 1054 una revolta dels turcs de Bagdad va triomfar i els rebels van saquejar Bagdad; el uqàylida Qurayx va aprofitar per fer una incursió a Baradan on van fer molt de botí, i poc després van reocupar al-Anbar, que ara era el feu del general al-Bassassirí. Llavors aquest va trencar amb al-Màlik ar-Rahim i va fer la khutba en nom de Toghril Beg. A Bagdad el visir abbàssida Raïs al-Ruassà ibn al-Múslima, havia abandonat també als buwàyhides i es va declarar per Toghril Beg (1054) al que poc després va cridar a Bagdad (1055). El visir va impedir a al-Bassassirí d'actuar contra els uqàylides de Kuraysh que havien anat també a Bagdad, i el general va reaccionar i va tallar els subsidis al califa, i el març del 1055 va reconquerir al-Anbar. Llavors es va dirigir a Bagdad, on no es va presentar a fer homenatge al califa.
El visir va instigar manifestacions sunnites que van acabar en disturbis; al-Bassassirí, que havia anat a Wasit amb al-Màlik ar-Rahim, va fer emetre una fàtua declarant els disturbis (en els quals s'havien destruït gerres de vi del vaixells propietat d'un cristià) il·legals. El visir el va acusar d'estar d'acord amb el califa fatimita, i els turcs de Bagdad van saquejar la seva casa a Bagdad. Mentre Toghril Beg, amb l'excusa d'anar a fer el pelegrinatge i a combatre els fatimites, havia anat a Bagdad on les seves tropes van arribar davant la ciutat. Al-Màlik ar-Rahim va anar a Bagdad i al-Bassassirí va anar a terres del mazyàdida Dubays que era son cunyat. El califa, el visir i al-Màlik ar-Rahim van acceptar l'entrada de Toghril Beg a Bagdad i es va fer la khutba en nom seu el 15 de desembre de 1055. Toghril va fer entrada solemne el dia 18 de desembre. Però les seves tropes ghuzz (oghuz) aviat es van enfrontar a la població. Toghril va acusar al-Màlik ar-Rahim dels disturbis i pillatges que van seguir, i el va fer detenir el 23 de desembre.
Va passar els darrers quatre anys de la seva vida captiu a Rayy on va morir el 1058.